# Wrytsleof
Wrytsleof – nieznany bliżej władca zachodniosłowiański z początku XI wieku. Wymieniony został jako Wrytsleof dux na liście świadków w wystawionym w 1026 roku w Anglii dyplomie króla duńskiego Kanuta Wielkiego.
Imię Wrytsleof uznaje się za zniekształconą formę imienia Warcisław. Według Leona Koczy chodziło o władcę pomorskiego, który mógł zostać zhołdowany w trakcie potwierdzonych źródłowo wypraw Kanuta z lat 1021-1022 do "Wandalii" (czyli na wybrzeże słowiańskie). Inna hipoteza dopatruje się we Wrytsleofie księcia Obodrytów. Przypuszcza się także, że może być tożsamy ze znanym z kroniki Florencjusza z Worcester Wyrtgeornem.